# 9908 Aue
9908 Aue este un asteroid din centura principală, descoperit pe 25 martie 1971, de Cornelis van Houten și Ingrid van Houten-Groeneveld.